# آی‌ای‌آر ۳۳۰
آی‌ای‌آر ۳۳۰ (به انگلیسی: IAR 330) یک هواپیمای ساختِ کارخانهٔ ایندوستریا آئروناتیکا رومانا است که در سال ۱۹۷۵ ساخته شد. نخستین استفاده‌کنندهٔ این هواپیما نیروی هوایی رومانی بوده‌است. این هواپیما در ۲۲ اکتبر ۱۹۷۵ میلادی نخستین پرواز خود را انجام داد.